# Sten Ask
Sten Ask (* 22. Oktober 1943 in Stockholm) ist ein ehemaliger schwedischer Diplomat und Politiker der Schwedischen Sozialdemokratischen Arbeiterpartei SAP (Sveriges socialdemokratiska arbetareparti), der unter anderem zwischen 1998 und 2003 Botschafter in Bulgarien war. Im Anschluss fungierte er von 2003 bis zu seinem Eintritt in den Ruhestand 2010 als zuständiger Botschafter für die Staaten der Karibik.

## Leben
Sten Ask, Sohn von Carl Ask und Vanda Kaufelt, (Studentexamen) ein Studium der Volkswirtschaftslehre an der Universität Stockholm, welches er 1969 als Filosofie kandidat beendete. Danach absolvierte er zwischen 1969 und 1970 sein Promotionsstudium an der Handelshochschule Stockholm HHS (Handelshögskolan i Stockholm) und wurde zugleich 1969 Beamter im Konjunkturinstitut. Im Anschluss trat er 1970 als Kanzleisekretär (Kanslisekreterare) in den Dienst des Außenministeriums (Utenriksdepartementet) und engagierte sich zugleich für die Schwedische Sozialdemokratische Arbeiterpartei SAP (Sveriges socialdemokratiska arbetareparti)in der Kommunal- und Provinzpolitik. Er war zwischen 1971 und 1980 Mitglied des Gemeinderates von Nynäshamn sowie von 1973 bis 1997 Mitglied des Provinzparlaments (Landsting) von Stockholms län. Er fungierte zwischen 1975 und 1979 als Ministerialsekretär (Departementssekreterare) in der Zentrale des Außenministeriums, ehe er 1980 kurzzeitig Sekretär der Delegation bei der Organisation für wirtschaftliche Zusammenarbeit und Entwicklung (OECD) in Paris war. Im Anschluss war er von 1980 bis 1983 zuerst Botschaftsrat (Ambassadråd) der Ständigen Vertretung bei den Vereinten Nationen (UN) in New York City und daraufhin zwischen 1983 und 1984 Botschaftsrat für besondere Aufgaben im Außenministerium.
Danach war Ask von 1984 bis 1987 Geschäftsträger (Chargé d’affairs) der Botschaft in Vietnam im Range eines Gesandten (Minister) und fungierte daraufhin zwischen 1987 und 1992 als Gesandter an der Botschaft in Österreich. Nach seiner Rückkehr war er im Außenministerium zunächst Gesandter für besondere Aufgaben sowie anschließend als Ministerialrat (Departementsråd) Leiter der Abteilung Europäische Integration. 1998 übernahm er von Bertil Lund den Posten als Botschafter (Ambassadör) in Bulgarien und verblieb auf diesem diplomatischen Posten in Sofia bis 2003, woraufhin Bertil Roth seine Nachfolge antrat. Im Anschluss fungierte er von 2003 bis zu seinem Eintritt in den Ruhestand 2010 als zuständiger Botschafter für die Staaten der Karibik mit Amtssitz im Außenministerium in Stockholm. Sein Nachfolger wurde Claes Hammer.
Sten Ask heiratete 1985 die Psychologin Cecilia Landahl (* 1949), Tochter von Lennart Landahl und Ulla Hansson.